# Georges Chastelain
Pour les articles homonymes, voir Chastelain.
Georges Chastelain, Castellanus, né à Gand en 1415 et mort le 20 mars 1475, est un littérateur, poète flamand, chroniqueur et historiographe des ducs de Bourgogne.

## Biographie
Georges Chastelain a une vie qui reste méconnue malgré toutes les recherches qui ont été faites sur lui. Même son année de naissance suscite la polémique parmi les spécialistes. Son épitaphe laisse entendre que Georges Chastelain est né en 1405 et mort en 1475. Mais rien ne valide cette théorie car même la description qu'il fait de sa vie tend à la réfuter. Cette méprise semble être une erreur de copistes. La date de naissance la plus vraisemblable est 1415.
Considérons donc que Georges Chastelain est né en 1415 dans le comté d'Alost. Il appartient, du côté paternel, à la famille des Tollins, châtelains d'Alost, mais aussi, du côté maternel, à la famille des Masmines, famille des grands échansons des comtes de Flandre. On ne sait que peu de choses sur sa prime jeunesse. Cependant, des travaux récents de Graeme Small, révèlent que Georges Chastelain est en fait issu d'une famille bourgeoise. 
En 1430, il se dit « escolier » à Louvain. Entre 1430 et 1435, il rentre dans l'armée. En effet, après ses études à Louvain, Georges Chastelain devait reprendre les fonds paternels mais il parvient à se faire engager dans les troupes de Philippe le Bon.
Le premier document qui fasse mention de lui date de 1434. Ce document informe qu'il servait dans l'armée de Philippe le Bon et que ce dernier lui donna par le biais de lettre patente, datée du 30 avril, une somme de 90 francs en échange de ces bons et loyaux services.
En 1434, il est écuyer du duc de Bourgogne. Après le traité d'Arras, il quitte l'armée et voyage. Il est à la cour de Charles VII de France de 1435 à 1446 tout en faisant de nombreux voyages, d'où son surnom d’« Aventurier». 
En 1444, il devient le secrétaire de Pierre de Brézé, seigneur de Varenne[Lequel ?] et sénéchal de Poitou. En 1446, il retourne à la cour de Philippe le Bon, sous les ordres de Pierre de Brézé. Il revient définitivement à la cour du duc de Bourgogne, en 1446. On sait que dès le mois d'avril il accompagne le duc, comme « écuyer panetier ». 
De 1446 à 1457, Georges Chastelain voyage beaucoup dans le cadre de missions diplomatiques mais aussi pour son propre plaisir. En septembre 1446, le duc l'envoie à la cour de France afin de régler quelques difficultés diplomatiques entre le duc et le roi. Puis, le 20 janvier 1447, il repart de la cour de France. Il est mandaté par le duc pour aller à Gand afin d'apaiser une querelle entre le duc de Clèves et l'archevêque de Cologne. Il tombe malade à Bruxelles et y reste quelques mois. En octobre 1448, il retourne à la cour de Bourgogne. En 1450, il accompagne le duc à Lille, à Bruxelles et dans le comté de Hainaut. En 1450, il reçoit le titre d'« écuyer tranchant ». En 1451, il voyage secrètement pour les affaires du duc. En 1454, il part avec le duc à Nevers, où le duc de Bourgogne doit avoir une entrevue avec le duc d'Orléans pour un projet de croisade. Puis, Georges Chastelain se rend à Valenciennes.
À cette cour, il exerce différentes fonctions jusqu'à en devenir le chroniqueur officiel, à partir du 25 juin 1455. C'est à la Chronique sur la vie des ducs de Bourgogne qu'il doit sa renommée. 
En janvier 1457, il est nommé conseiller du duc. En 1465, Jean Molinet devient son secrétaire et apprend tout de son art. En 1467, Philippe de Bourgogne meurt et Charles le Téméraire lui succède. Georges Chastelain obtient rapidement les faveurs du nouveau duc. Ainsi, il est adoubé chevalier. Il meurt le 20 mars 1475, selon son épitaphe, ou le 13 février 1475, selon le receveur de Valenciennes. Cependant, tous les spécialistes sont d'accord pour dire qu'il est mort à Valenciennes, laissant l'œuvre de sa vie, sa chronique, inachevée. Georges Chastelain fait partie du courant littéraire des Grands rhétoriqueurs dont il fait même figure de père fondateur.

## Œuvres
On a de lui :
- Chronique des ducs de Bourgogne 1461-1469, publiée en 1827 par Jean Alexandre Buchon ;  Chronique, les fragments du livre IV, publiés par J.-C. Delclos, TLF, Droz, 1980, et 1991.
- Recollection des merveilles advenues de mon temps, en prose et en vers, ouvrage fort intéressant, mais en grande partie perdu (ce qu'on en possède fut publié, avec une continuation, par Jean Molinet, Paris, 1531 ;
- Chronique de Normandie, publiée à Londres, 1850.

Il a aussi composé une œuvre poétique de premier ordre et abondante.
George Chastelain est l'auteur de nombreux ouvrages en vers et en prose. 
En vers, il traite de l'amour et de la mort : L'Oultré d'amour est un débat entre un chevalier inconsolable à la suite de la mort de sa dame et un écuyer qui tente de le faire aimer à nouveau. Le Miroir de Mort est quant à lui une méditation sur la vanité de l'humanité et comment avoir une bonne mort. Dans le Miroir des nobles hommes de France, il explique les devoirs de la noblesse tandis que dans la Louenge à la très-glorieuse Vierge, il traite de sujets religieux. Georges Chastelain s'inspire aussi des évènements de son temps. Ainsi, le Throne azuré, lui donne l'occasion de faire l'éloge de Charles VII qui a reconquis la Normandie, comme l'Espitre au bon duc de bourgogne, la Recollection des merveilles, la Mort du roy Charles VII et la Paix de Péronne. Le Dit de Vérité quant à lui traite de la période délicate entre Philippe le Bon et Charles VII, vers 1458. Le Prince est un pamphlet contre le roi de France Louis XI.
En prose, ses œuvres sont très souvent d'inspiration politique comme l'Exposition sur vérité mal prise, l'Entrée du roy en nouveau règne, l'Avertissement au duc Charles et le Livre de Paix. La Déclaration de tous les hauts faits et glorieuses adventures du duc Philippe de Bourgogne est un portrait de son protecteur Philippe le Bon. Il rédige aussi une Déprécation pour messire Pierre de Brézé et le Temple de Bocace. Mais son œuvre majeure est sa chronique qui couvre une vaste période (de 1419 à 1474). 
On l'a regardé longtemps comme l'auteur de la Chronique du bon chevalier messire Jacques de Lalain. Cette paternité paraît douteuse aujourd'hui. Ainsi, Kenneth Urwin, en 1975, au regard des nombreux articles consacrés à ce livre, estime que Georges Chastelain n'en est pas l'auteur : cette chronique, dit-il, fut « une œuvre composée d'après les documents de plusieurs écrivains. L'auteur n'en est pas Lefèvre de Saint-Rémy, et le style interdit de penser que la version finale soit de Chastelain. »
Le baron Joseph Bruno Marie Constantin Kervyn de Lettenhove a publié à Bruxelles ses Œuvres complètes en 1863 et les années suivantes. De larges extraits de sa Déclaration de tous les hauts faits et glorieuses aventures du duc Philippe de Bourgogne, celui qui se nomme le Grand Duc et le Grand Lion, et de sa Chronique peuvent se lire dans la collection Bouquins (Robert Laffont éd. 1995) in Splendeurs de la Cour de Bourgogne p. 749 sqq. Introduction de Claude Thiry, et bibliographie.

## Source
Cet article comprend des extraits du Dictionnaire Bouillet. Il est possible de supprimer cette indication, si le texte reflète le savoir actuel sur ce thème, si les sources sont citées, s'il satisfait aux exigences linguistiques actuelles et s'il ne contient pas de propos qui vont à l'encontre des règles de neutralité de Wikipédia.